# Boschi di Piazza Armerina
Boschi di Piazza Armerina este o arie protejată (arie specială de conservare — SAC, sit de importanță comunitară — SCI) din Italia întinsă pe o suprafață de 4.610 ha, integral pe uscat.

## Localizare
Centrul sitului Boschi di Piazza Armerina este situat la coordonatele 37°24′41″N 14°20′20″E / 37.411389°N 14.338889°E.

## Înființare
Situl Boschi di Piazza Armerina a fost declarat sit de importanță comunitară în septembrie 1995 pentru a proteja 8 specii de animale. Situl a fost protejat și ca arie specială de conservare în decembrie 2015.

## Biodiversitate
Situată în ecoregiunea mediteraneană, aria protejată conține 7 habitate naturale: Râuri mediteraneene cu debit intermitent, cu specii de Paspalo-Agrostidion, Pseudostepă cu ierburi și specii anuale de Thero-Brachypodietea, Tufărișuri termo-mediteraneene și de pre-deșert, Păduri de pin mediteraneene cu pini mezogeni endemici, Galerii de Salix alba și de Populus alba, Păduri de Quercus ilex și Quercus rotundifolia, Păduri de stejar alb estice.
La baza desemnării sitului se află mai multe specii protejate de  păsări (8): Alectoris graeca whitakeri, caprimulg (Caprimulgus europaeus), sfrâncioc mare (Lanius excubitor), ciocârlie de pădure (Lullula arborea), codobatura galbenă (Motacilla flava), silvie cu cap negru (Sylvia atricapilla), silvie roșcată (Sylvia cantillans), pupăză (Upupa epops)
Pe lângă speciile protejate, pe teritoriul sitului au mai fost identificate 36 de specii de plante, 5 specii de păsări, 1 specie de mamifere, 2 specii de reptile.